# De Havilland Canada DHC-2 Beaver

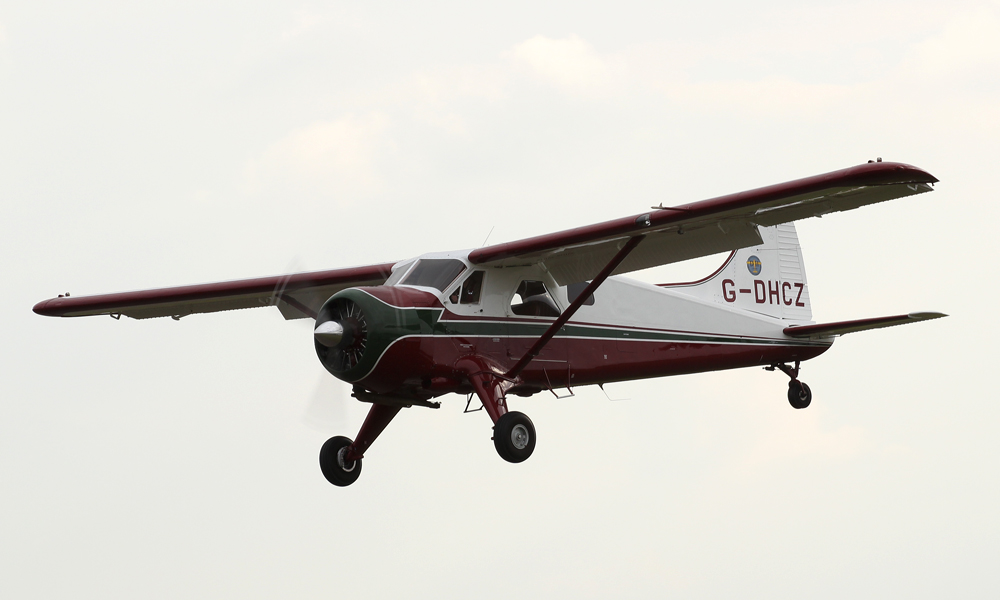
De Havilland Canada DHC-2 Beaver Mk1 G-DHCZ

De Havilland Canada DHC-2 Beaver je kanadský jednomotorový celokovový vzpěrový hornoplošník se zkrácenou délkou vzletu a přistání STOL.

## Vývoj, popis
Po úspěšném školním letounu DHC-1 Chipmunk společnost de Havilland of Canada zařadila do vývoje pro kanadské provozní podmínky jednomotorový letoun DHC-2 Beaver. Původní projekt vypracovali dva polští konstruktéři W. J. Jakimiuk a W. Z. Stepniewski, kteří u firmy pracovali za druhé světové války.

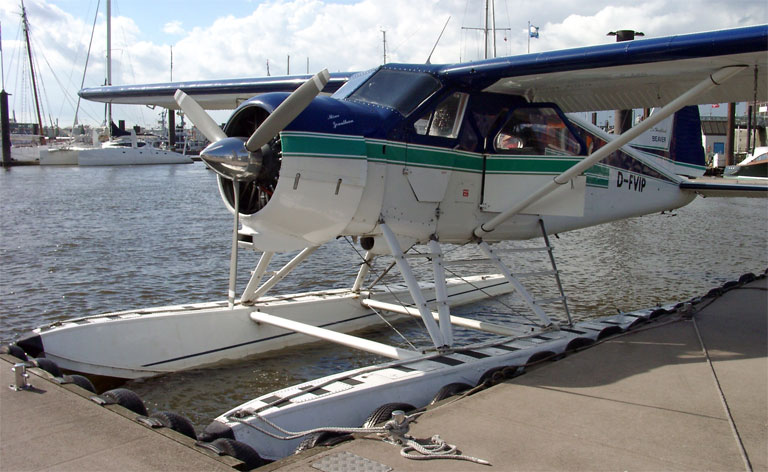
Plovákový DHC-2 Beaver (D-FVIP)

Potom do projektu zasáhl aerodynamik R. D. Hiscocks, kterému se podařilo prosadit úspěšné aerodynamické zdokonalení. Zároveň byl použit hvězdicový motor Pratt & Whitney R-985 Wasp Junior o výkonu 336 kW místo původně plánovaného slabšího řadového invertního de Havilland Gipsy Queen.
Prototyp DHC-2 Beaver I (CF-FHB) byl zalétán 16. srpna 1947 s kolovým podvozkem, alternativně zaměnitelným za plováky nebo lyže. Mezi lety 1950-51 Beaver vyhrál v USA soutěže na vojenský spojovací a užitkový letoun. Celkový objem zakázek dosáhl počtu 980 letounů verze L-20A, od roku 1962 přeznačené na U-6A, pro USAF, US Army a US Navy. Největším uživatelem kanadských Beaverů se stala letecká společnost OPAS.[zdroj⁠?!]
V březnu 1953 začala výroba DHC-2 Beaver II (CF-GQE) s výkonnějším motorem Alvis Leonides 502/4 (404 kW), ale z důvodu vyšší hmotnosti a neúspěšnosti se jeho výroba zastavila.
Nakonec na Silvestra roku 1963 vzlétl prototyp úspěšného DHC-2 Turbo-Beaver III s turbovrtulovým motorem Pratt & Whitney Canada PT6 A-6 o výkonu 404 kW, který poté dovolil konstruktérům prodloužit stroji kabinovou část a díky tomu zvýšit počet sedadel přepravovaných osob z původních šesti na osm.
Z důvodu jejich zlepšení chtěla firma dokonce prodávat stavebnicové systémy pro majitele původních verzí pro přestavbu na tento typ.

## Specifikace (Beaver I)

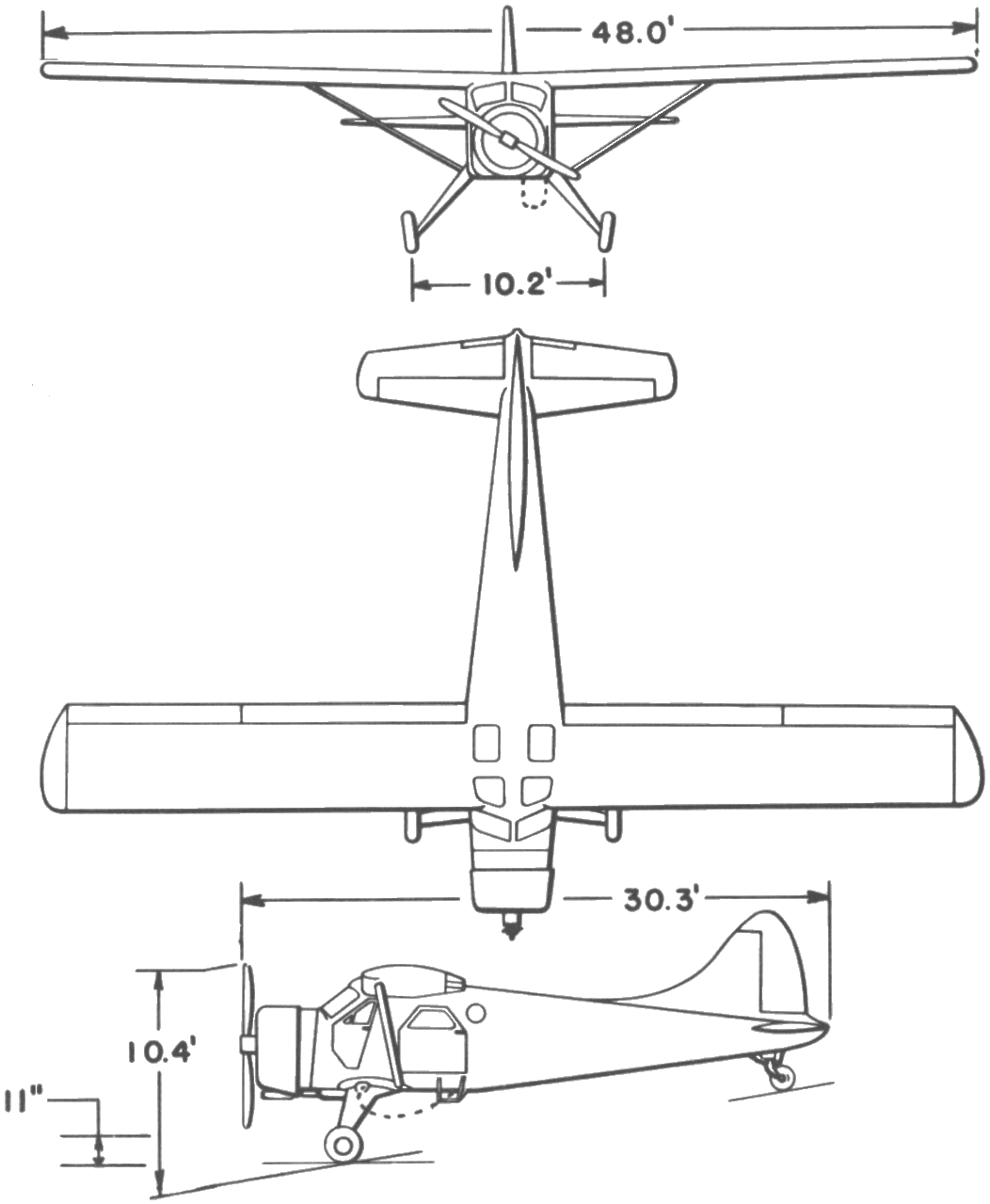
Třípohledový nákres

Údaje podle

### Technické údaje
- Osádka: 1 pilot[1]
- Kapacita: 7 cestujících nebo 1 200 liber (540 kg) nákladu[1]
- Rozpětí: 14,62 m
- Délka: 9,24 m
- Výška: 2,74 m
- Nosná plocha: 23,20 m²
- Hmotnost: 1294 kg
- Vzletová hmotnost: 2313 kg
- Pohonná jednotka: 1 × vzduchem chlazený devítiválcový hvězdicový motor Pratt & Whitney R-985-SB-3 Wasp Junior[1]
- Výkon pohonné jednotky: 450 hp (340 kW)[1]

### Výkony
- Maximální rychlost: 257 km/h
- Stoupavost u země: 5,2 m/s
- Dostup: 5490 m
- Dolet: 1252 km